# Strangers May Kiss
Strangers May Kiss is een Amerikaanse film uit 1931 onder regie van George Fitzmaurice. De film is gebaseerd op het gelijknamige boek van Ursula Parrott, die een jaar eerder werd gepubliceerd. Destijds werd de film in Nederland uitgebracht onder de titel Vergeet Men Kussen.

## Verhaal
Lisbeth Corbin is een moderne vrouw, die werkt als secretaresse in de schoonheidssalon van Geneva Sterling. Ze is verliefd op Alan Harlow, een correspondent die in het buitenland werkt. Haar bazin moedigt haar aan met hem in het huwelijk te treden, maar zij is een tegenstander van het huwelijk en antwoordt dat ze gelukkiger zullen zijn als geliefden. Haar jeugdliefde Steve vecht ondertussen voor haar aandacht en doet tevergeefs meerdere huwelijksaanzoeken.
Ook haar tante Celia zet haar nicht ertoe aan te trouwen. Ze praat over haar eigen succesvolle huwelijk met Andrew Corbin en wordt vernederd als ze hem vlak na het gesprek aantreft met een andere vrouw. Lisbeth en Alan brengen haar naar haar appartement en na hun vertrek pleegt Celia zelfmoord door uit het raam te springen. Alan is hier getuige van en loopt een trauma op. Het gevolg hiervan is dat hij Lisbeth verlaat. Een korte hereniging volgt en ze zijn samen gelukkig, totdat hij toegeeft getrouwd te zijn met een andere vrouw.
Hierbij meldt Alan ook dat hij voor zijn werk naar Rio de Janeiro moet reizen. Lisbeth wil dolgraag met hem mee, maar hij laat dit niet toe en vertelt dat zijn relatie met haar een vergissing was. Lisbeth wordt met een gebroken hart achtergelaten en vlucht naar Europa, waar ze haar heil zoekt bij een heer. Ze wordt opgespoord door Steve, die toegeeft dat hij nog steeds verliefd op haar is en met haar wil trouwen. Ze toont echter weinig interesse in hem.
Die avond ontvangt ze, na twee jaar niet met elkaar gesproken te hebben, een telegram van Alan. Hierin deelt hij haar mee dat hij is gescheiden van zijn vrouw en haar opnieuw wil zien. Niet veel later volgt een blijde ontmoeting. Alan verlaat haar echter snel, als hij tot de ontdekking komt dat ze een verhouding is aangegaan met verschillende Europese mannen. Steve stelt wederom voor om met elkaar te trouwen, maar zij weigert zijn aanbod en verhuist naar New York. Hier zoekt ze Alan op en begint opnieuw een relatie met hem.

## Rolbezetting
| Acteur              | Personage       |
| ------------------- | --------------- |
| Norma Shearer       | Lisbeth Corbin  |
| Robert Montgomery   | Steve           |
| Neil Hamilton       | Alan Harlow     |
| Marjorie Rambeau    | Geneva Sterling |
| Irene Rich          | Celia Corbin    |
| Hale Hamilton       | Andrew Corbin   |
| Conchita Montenegro | Spaanse danser  |
| Jed Prouty          | Harry Evans     |

## Achtergrond
Toen Norma Shearer werkte aan deze film, had ze inmiddels de status van een sekssymbool behaald. Ze was volgens haar collega's zeer nerveus op de set en gedroeg zich afstandelijk en vreemd. Volgens sommigen is dit te wijten aan het feit dat ze seksueel gefrustreerd was en ze het daarom moeilijk vond een sensuele vrouw te spelen in een seksueel geladen film. Volgens anderen schaamde ze zich voor haar lichaam, omdat ze onlangs was bevallen van een kind en haar lichaam volgens zichzelf nog niet in topconditie was. Volgens cameraman William H. Daniels volgde ze een streng dieet, deed ze veel aan fitness en was ze bang dat de fans razend zouden worden als ze haar lichaam in een andere vorm zouden zien.
Het publiek en de pers dacht anders over haar uiterlijk. Ze kreeg veel positieve reacties voor haar verschijning. Volgens het blad Photoplay zag ze er nooit eerder zo mooi uit. De film zelf kreeg ook veel lovende kritieken. Zo gaf het dagblad Variety alle lof aan de drie hoofdrolspelers en schreef dat Shearer slechts in één scène overacteert. Er kwam echter veel negatief kritiek vanuit Mexico. De film zou Mexico op negatieve wijze hebben afgebeeld. Het gevolg was dat in december 1931 alle scènes die suggereren dat het afspeelt in Mexico, werden verwijderd.